# Inondations de 2010 en Chine
Les inondations en Chine en 2010 commencèrent début mai 2010,,. 701 personnes sont mortes et 347 ont disparu, selon le bilan du 21 juillet 2010, dont 57 dans un glissement de terrain dans la province du Guizhou. Parmi les morts, 53 se sont produites en raison de l'inondation et des glissements de terrain entre le 31 mai et le 3 juin, et 266 entre le 13 et le 29 juin. 424 personnes ont été tuées fin juin, dont 42 par un glissement de terrain dans le Guizhou ; 227 personnes de plus ont été tuées et 147 manquantes dans les deux premières semaines en juillet,,, portant le total à 1 072. Plus de 140 millions de personnes dans 28 provinces, municipalités et régions,, dont les provinces méridionales et centrales du Zhejiang, Fujian, Jiangxi, Hubei, Hunan, Guangdong, Guangxi, la municipalité de Chongqing, le Sichuan et le Guizhou ont été affectées, et au moins 4,66 millions de personnes ont été évacuées en raison des risques liés à l'inondation et aux glissements de terrain dans la dernière moitié de juin,,,,.

## Province du Gansu
Les inondations et les glissements de terrain dans la province de Gansu, en août 2010 ont provoqué 1 117 morts et 627 disparus. Le secteur le plus touché est le Xian de Zhugqu dans la préfecture autonome tibétaine de Gannan. C'est la plus grande catastrophe liée aux inondations chinoises.
Les glissements de terrain ont pour origine les pluies importantes qui ont frappé la province du Gansu samedi 7 août 2010. Ces pluies ont fait déborder la rivière Bailong, selon le responsable du Xian de Zhugqu. Selon des sources locales tibétaines, les causes du glissement de terrain sont la déforestation accélérée, une industrie minière excessive, les barrages de la rivière de Drugchu, ainsi que les pluies intenses sans précédent,,.
Environ 45 000 personne ont été évacuées de la région. Wen Jiabao, le Premier ministre chinois, est arrivé dimanche 8 août dans la région montagneuse sinistrée.